# إمينيكي (مغني)
أوزوتشي «أوزو» إمينيكي (ولد في 9 نوفمبر 1994)، معروف مهنياً باسم إمينيكي (بالإنجليزية: MNEK). هو مغني وكاتب أغاني ومنتج تسجيلات بريطاني. قام بكتابة أغاني لمغنين عدة منهم: بيونسيه ومادونا وكايلي مينوغ ودوا ليبا وديبلو وزارا لارسون ومو وليتل ميكس وكلين بنديت وجوجو وباستيل وديوك دومونت.

## وصلات خارجية
- إمينيكي على موقع IMDb (الإنجليزية)
- إمينيكي على موقع ميتاكريتيك (الإنجليزية)
- إمينيكي على موقع روتن توميتوز (الإنجليزية)
- إمينيكي على موقع ميوزك برينز (الإنجليزية)
- إمينيكي على موقع أول ميوزيك (الإنجليزية)
- إمينيكي على موقع ديسكوغز (الإنجليزية)
- إمينيكي على موقع ديسكوغز (الإنجليزية)
- إمينيكي على موقع قاعدة بيانات الفيلم (الإنجليزية)

- MNEKofficial.com